# Hi-Rez Studios
Hi-Rez Studios is een onafhankelijke ontwikkelaar van computerspellen, gevestigd in Alpharetta, Georgia, Verenigde Staten. Het bedrijf werd in 2005 opgericht door Erez Goren en Todd Harris. De spellen van Hi-Rez Studios omvatten het op squads gebaseerde schietspel Global Agenda, het veelgeprezen Tribes: Ascend, het third-person-spel MOBA Smite, het kaartspel Hand of the Gods: Smite Tactics, de Hero-shooter Paladins en hun Battle Royale-spel Realm Royale
In 2012 werd Hi-Rez Studios erkend als een top-30 computerspelontwikkelaar door Game Developer Magazine en Gamasutra. Hi-Rez is eigenaar van de Metaltech-licentie, waaronder Battledrome, Earthsiege, Starsiege, de CyberStorm-serie en de Tribes-serie vallen. Hi-Rez gaf de spellen als freeware vrij op 30 oktober 2015 met uitzondering van Battledrome en CyberStorm.